# NGC 1528
NGC 1528 ist ein Offener Sternhaufen im Sternbild Perseus am Nordsternhimmel. NGC 1528 hat einen Winkeldurchmesser von 18 Bogenminuten und eine Helligkeit von +6,40 mag. Der Haufen ist rund 2500 Lichtjahre vom Sonnensystem entfernt und hat einen Durchmesser von etwa 6 Lichtjahren, sein Alter wird auf 370 Millionen Jahre geschätzt. 
Das Objekt wurde am 28. Dezember 1790 von dem deutsch-britischen Astronomen Friedrich Wilhelm Herschel entdeckt.